# Горожане (литературная группа)
«Горожа́не» — литературная группа, существовавшая в Ленинграде в 1960-х — 1970-х гг.

## История
Группа «Горожане» возникла в 1964 г., когда по инициативе писателя Бориса Вахтина был составлен одноименный сборник, куда вошли повести и рассказы самого Вахтина и его друзей Владимира Марамзина, Владимира Губина и Игоря Ефимова. Помимо дружеских отношений, участников группы объединяло стремление к обновлению художественного языка, к свободному творчеству, не скованному идеологическими и социальными рамками. Они отрицательно относились и к советской официозной литературе, и к ее оппонентам из журнала «Новый мир». В статье-манифесте «„Горожане“ о себе» они писали: «Мы хотим действенности нашего слова, хотим слова живого, творящего мир заново после Бога. <…> Нас связывает ненависть к пресному языку. С читателем нужно быть безжалостным, ему нельзя давать передышки, нельзя позволить угадывать слова заранее. <…> Любая игра, любые обманы, разрушение привычного строя фразы — все годится в этой борьбе…»
В январе 1965 г. сборник был предложен в Ленинградское отделение издательства «Советский писатель». Вступительную статью к сборнику и рекомендацию в издательство написал писатель Давид Дар. После обсуждения и двух внутренних рецензий (положительной А. Розена и резко отрицательной В. Кетлинской) сборник был издательством отвергнут. Неудачей закончились обращения и в другие издательства. Вторая редакция книги, включавшая в себя и статью «„Горожане“ о себе», и отрицательные рецензии, фактически ушла в самиздат. 
В дальнейшем публичной формой существования группы стали литературные чтения, проходившие в домах культуры, в районных библиотеках, кафе. В конце 1960-х гг. к группе присоединился Сергей Довлатов. Распалась группа в 1975 г., после ухода из нее Игоря Ефимова. Марамзин, Ефимов и Довлатов эмигрировали из СССР в конце 70-х (Марамзин был осуждён).

## Состав сборника «Горожане»
- Борис Вахтин. Рассказы. Повести «Летчик Тютчев, испытатель», «Ванька Каин», «Абакасов — удивленные глаза».
- Владимир Губин. Рассказы. Повести «Женька с другой планеты», «Цвет неба».
- Игорь Ефимов. Рассказы.
- Владимир Марамзин. Рассказы. Повесть «История женитьбы Ивана Петровича».